# Benedict Labre
Benedict Iosif Labre (n. 25 martie 1748, Amettes, communauté d'agglomération de Béthune-Bruay, Artois-Lys Romane⁠(d), Franța – d. 16 aprilie 1783, Roma, Statele Papale) a fost un mistic francez decedat în 1783 pe străzile Romei, venerat ca sfânt patron al persoanelor fără adăpost.